# 37-мм гармата QF 1-pounder
37-мм гармата QF 1-pounder (англ. QF 1-pounder pom-pom), також 37-мм автоматична гармата Максима) — британська швидкострільна автоматична гармата, що перебувала на озброєнні багатьох армії на початку XX століття. Гармата була розроблена наприкінці 1880-х років відомим британським зброярем Гайремом Максимом і стала першою у світі гарматою свого класу. За характерний звук перезарядки отримало прізвисько «пом-пом», так само, як і наступні гармати типу QF 2 pounder Mark II та Mark VIII. Використовувалося як артилерійська система підтримки піхоти на полі бою та зенітна гармата в іспано-американській, другий англо-бурській і Першій світовій війні, а також у локальних війнах та конфліктах першої половини XX століття.

## Зброя схожа за ТТХ та часом застосування
- 47-мм гармата QF 3-pounder Vickers
- 40-мм корабельна гармата Vickers QF 2 pounder Mark II
- 47-мм гармата QF 3-pounder Hotchkiss
- 37 mm/54 Breda Mod. 1932/1938/1939
- 37-мм автоматична зенітна гармата зразка 1939 (61-К)
- 37-мм зенітна гармата Flak M42
- 37-мм автоматична зенітна гармата M1
- 37-мм автоматична зенітна гармата Modèle 1925
- 40-мм автоматична гармата Bofors L60
- 37-мм зенітна гармата Type 1